# Processo de eleição de cidades-sede dos Jogos Olímpicos
O processo de eleição da cidade-sede de uma edição dos Jogos Olímpicos começa com a inscrição da cidade postulante, através de seu Comitê Olímpico Nacional, e termina com a eleição da sede, realizada durante uma Sessão do COI. O processo é regido pela Carta Olímpica, em seu quinto capítulo.

## As fases do processo
Desde 1999, o processo é composto por duas fases. Na primeira, que começa logo após o fim do prazo de inscrições, as cidades postulantes respondem a um questionário que reúne temas importantes para uma organização bem sucedida. Essas informações permitem ao COI analisar a capacidade de organização das cidades, bem como os pontos fortes e fracos dos seus projetos. Após um estudo detalhado dos questionários e dos projetos, o Comitê Executivo do COI seleciona as cidades classificadas para a fase seguinte, as candidatas oficiais.
Na segunda fase, as cidades candidatas respondem a outro questionário, mais detalhado. Esses documentos são cuidadosamente estudados pela Comissão Avaliadora, um grupo composto por membros do COI, representantes de Federações Esportivas Internacionais, CONs, atletas e membros do Comitê Paraolímpico Internacional, além de especialistas em diversas áreas. A Comissão Avaliadora faz, então, inspeções de quatro dias em cada uma das cidades candidatas, nas quais verifica os locais de competição planejados e conhece detalhes dos projetos. O grupo comunica os resultados de suas inspeções aos membros do COI cerca de um mês antes da Sessão em que vai ocorrer a votação.
A Sessão do COI que vai escolher uma cidade-sede ocorre num país que não postulou candidatura durante o processo atual. A votação é feita por membros ativos do COI (excluindo membros honorários), cada um com direito a um voto. Membros de países com cidades candidatas não podem votar enquanto a cidade não for eliminada. O processo final é repetido quantas vezes for preciso até que uma cidade atinja a maioria absoluta dos votos. Se isso não acontece na primeira rodada, a cidade com menos votos é eliminada e uma nova rodada começa. Em caso de empate no último lugar, uma rodada extra ocorre para desfazê-lo, com a vencedora se classificando para a rodada seguinte. A cada rodada o nome da cidade eliminada é anunciado. Após o anúncio final, a cidade-sede eleita assina o "Contrato de Cidade-sede" com o COI, que delega as responsabilidades de organizar os Jogos ao país e ao seu respectivo CON.

## Critérios de avaliação
| Nome do critério        | Fatores avaliados | Componentes da nota                                                                                          |
| ----------------------- | --- | --- |
| Apoio político e social | As cidades devem fornecer garantias que mostrem o apoio e o compromisso de todas as esferas de governo. O COI também analisa a capacidade destas esferas do cumprimento de todas as garantias fornecidas. As leis do país e da cidade candidata também são observadas, bem como o nível de aceitação popular que a candidatura tem. | - Garantias governamentais: 70% - Aspectos legais e medidas antidoping: 15% - Opinião pública: 15%           |
| Infraestrutura geral    | Este item leva em conta as infraestruturas de transportes terrestre e aéreo da cidade, bem como o projeto dos centros de imprensa. São analisados também o tempo e o custo de construção das novas infraestruturas e a integração delas com o plano do legado da cidade (locais de competição e Vila Olímpica são analisados separadamente). | - Infra-estrutura de Transportes: 85% - Aeroporto: 5% - Centros de imprensa: 10%                             |
| Locais de competição    | O critério é dividido em três subcritérios: "Instalações existentes" (seu uso e projetos de reforma), "Instalações planejadas e temporárias" (a viabilidade das novas construções, de acordo com o tempo, o custo e a qualidade) e "Conceito e legado esportivo" (como os locais de competição estão distribuídas pela cidade e que tipo de legado eles proporcionarão)                                                                           | - Instalações existentes: 35% - Instalações planejadas e temporárias: 35% - Conceito e legado esportivo: 30% |
| Vila Olímpica           | Assim como o anterior, este item também é dividido em três subcritérios: "Localização" (distâncias até os locais de competição), "Conceito" (tipo de acomodação, viabilidade do projeto, arborização, entre outros fatores) e "Legado" (uso após os Jogos e financiamento) | - Localização: 40% - Conceito: 40% - Legado: 20%                                                             |
| Meio ambiente           | O COI analisa os fatores ambientais atuais da cidade candidata e o impacto que os Jogos causarão. | - Condições ambientais atuais: 40% - Impacto ambiental: 60%                                                  |
| Acomodações             | A avaliação deste critério é feita com base no Manual Técnico de Acomodações, fornecido pelo COI às cidades candidatas. O valor de referência é de 40.000 quartos de hotel com três ou mais estrelas. O critério é dividido em "Número de quartos", em que são avaliados, por exemplo, as ofertas existente e planejada de leitos num raio de 50 km do centro dos Jogos e as vilas para a imprensa) e "Conceito" (tipos de acomodação e operação) | - Número de quartos: 80% - Conceito: 20%                                                                     |
| Transporte              | A avaliação é baseada na performance esperada do sistema de transporte proposto, sob um ponto de vista operacional e levando em conta experiências anteriores. São observadas as distâncias e o tempo de deslocamento dentro da cidade e a organização do tráfego e do transporte público durante os Jogos. | - Distâncias e tempo de deslocamento: 50% - Organização do tráfego e do transporte: 50%                      |
| Segurança               | Entre os fatores avaliados estão a incidência e o risco de terrorismo, os níveis de criminalidade, as competências técnicas e profissionais das forças responsáveis pela segurança, o investimento feito e a tecnologia empregada na área e a complexidade das ações propostas. | - |
| Experiências anteriores | O COI analisa os eventos multiesportivos sediados no país nos dez anos anteriores, como forma de conhecer a capacidade de organização da cidade. | - Número de grandes eventos internacionais organizados: 60% - Qualidade dos eventos: 40%                     |
| Finanças                | São avaliados as contribuições dos governos e o plano financeiro em relação à capacidade do país de colocar o projeto em prática (risco-país) e a viabilidade dos valores disponibilizados | - |
| Projeto geral e Legado  | O último critério é um resumo global dos anteriores, e é usado pelo COI para confirmar a sua opinião sobre a capacidade de cada cidade realizar os Jogos. | - |

## Processos já realizados

### Jogos Olímpicos de Verão
| Jogos  | Ano           | Cidades candidatas  | Cidades candidatas                                                                             | Cidades Postulantes                                                                                         |
| Jogos  | Ano           | Sede                | Outras                                                                                         | Cidades Postulantes                                                                                         |
| ------ | ------------- | ------------------- | ---------------------------------------------------------------------------------------------- | --- |
| I      | 1896          | Atenas              | Nenhuma                                                                                        | |
| II     | 1900          | Paris               | Nenhuma                                                                                        | |
| III    | 1904          | St. Louis           | Chicago                                                                                        | |
| IV     | 1908          | Londres             | Roma Berlim Milão                                                                              | |
| V      | 1912          | Estocolmo           | Nenhuma                                                                                        | |
| VI     | 1916          | Berlim              | Alexandria Amsterdã Bruxelas Budapeste Cleveland                                               | |
| VII    | 1920          | Antuérpia           | Amsterdã Lyon                                                                                  | Atlanta Budapeste Cleveland Havana Filadélfia                                                               |
| VIII   | 1924          | Paris               | Amsterdã Barcelona Los Angeles Praga Roma                                                      | |
| IX     | 1928          | Amsterdã            | Los Angeles                                                                                    | |
| X      | 1932          | Los Angeles         | Nenhuma                                                                                        | |
| XI     | 1936          | Berlim              | Barcelona                                                                                      | Alexandria Budapeste Buenos Aires Colônia Dublin Frankfurt Helsinque Lausanne Nuremberg Rio de Janeiro Roma |
| XII    | 1940          | Tóquio Helsinque    | Nenhuma                                                                                        | |
| XIII   | 1944          | Londres             | Detroit Roma                                                                                   | Atenas Budapeste Helsinque Lausanne Montreal                                                                |
| XIV    | 1948          | Londres             | Baltimore Lausanne Los Angeles Minneapolis Filadélfia                                          | |
| XV     | 1952          | Helsinque           | Amsterdã Chicago Detroit Los Angeles Minneapolis Filadélfia                                    | |
| XVI    | 1956          | Melbourne Estocolmo | Buenos Aires Chicago Detroit Los Angeles Cidade do México Minneapolis Filadélfia San Francisco | |
| XVII   | 1960          | Roma                | Bruxelas Budapeste Detroit Lausanne Cidade do México Tóquio                                    | |
| XVIII  | 1964          | Tóquio              | Bruxelas Detroit Viena                                                                         | |
| XIX    | 1968          | Cidade do México    | Buenos Aires Detroit Lyon                                                                      | |
| XX     | 1972          | Munique             | Detroit Madri Montreal                                                                         | |
| XXI    | 1976          | Montreal            | Los Angeles Moscou                                                                             | |
| XXII   | 1980          | Moscou              | Los Angeles                                                                                    | |
| XXIII  | 1984          | Los Angeles         | Nenhuma                                                                                        | Teerã |
| XXIV   | 1988          | Seul                | Nagoya                                                                                         | |
| XXV    | 1992 detalhes | Barcelona           | Amsterdã Belgrado Birmingham Brisbane Paris                                                    | |
| XXVI   | 1996 detalhes | Atlanta             | Atenas Belgrado Manchester Melbourne Toronto                                                   | |
| XXVII  | 2000 detalhes | Sydney              | Pequim Berlim Istambul Manchester                                                              | Brasília Tashkent Milão                                                                                     |
| XXVIII | 2004 detalhes | Atenas              | Buenos Aires Cidade do Cabo Roma Estocolmo                                                     | Istambul Lille Rio de Janeiro São Petesburgo San Juan Sevilha                                               |
| XXIX   | 2008 detalhes | Pequim              | Istambul Osaka Paris Toronto                                                                   | Bangkok Cairo Havana Kuala Lumpur Sevilha                                                                   |
| XXX    | 2012 detalhes | Londres             | Madri Moscou Nova York Paris                                                                   | Havana Istambul Leipzig Rio de Janeiro                                                                      |
| XXXI   | 2016 detalhes | Rio de Janeiro      | Chicago Madri Tóquio                                                                           | Baku Doha Praga                                                                                             |
| XXXII  | 2020 detalhes | Tóquio              | Madri Istambul                                                                                 | Baku Doha                                                                                                   |
| XXXIII | 2024 detalhes | Paris               | Los Angeles                                                                                    | Boston Budapeste Hamburgo Roma                                                                              |
| XXXIV  | 2028 detalhes | Los Angeles         | Nenhuma                                                                                        | |
| XXXV   | 2032 detalhes | Brisbane            | Nenhuma                                                                                        | Amedabade Jacarta Doha Reno-Ruhr Madrid                                                                     |

### Jogos Olímpicos de Inverno
| Jogos | Ano           | Cidades candidatas                        | Cidades candidatas                                                    | Cidades pré-candidatas                           |
| Jogos | Ano           | Sede                                      | Outras                                                                | Cidades pré-candidatas                           |
| ----- | ------------- | ----------------------------------------- | --------------------------------------------------------------------- | ------------------------------------------------ |
| I     | 1924          | Chamonix                                  |                                                                       |                                                  |
| II    | 1928          | St. Moritz                                | Davos Engelberg                                                       |                                                  |
| III   | 1932          | Lake Placid                               | Bear Mountain Denver Duluth Minneapolis Montreal Oslo Yosemite Valley |                                                  |
| IV    | 1936          | Garmisch-Partenkirchen                    | Montreal St. Moritz                                                   |                                                  |
|       | 1940          | Sapporo St. Moritz Garmisch-Partenkirchen |                                                                       |                                                  |
|       | 1944          | Cortina d'Ampezzo                         | Montreal Oslo                                                         |                                                  |
| V     | 1948          | St. Moritz                                | Lake Placid                                                           |                                                  |
| VI    | 1952          | Oslo                                      | Cortina d'Ampezzo Lake Placid                                         |                                                  |
| VII   | 1956          | Cortina d'Ampezzo                         | Colorado Springs Lake Placid Montreal                                 |                                                  |
| VIII  | 1960          | Squaw Valley                              | Garmisch-Partenkirchen Innsbruck St. Moritz                           |                                                  |
| IX    | 1964          | Innsbruck                                 | Calgary Lahti                                                         |                                                  |
| X     | 1968          | Grenoble                                  | Calgary Lahti Lake Placid Oslo Sapporo                                |                                                  |
| XI    | 1972          | Sapporo                                   | Banff Lahti Salt Lake City                                            |                                                  |
| XII   | 1976          | Innsbruck                                 | Denver Sion Tampere Vancouver                                         |                                                  |
| XIII  | 1980          | Lake Placid                               | Vancouver                                                             |                                                  |
| XIV   | 1984          | Sarajevo                                  | Gotemburgo Sapporo                                                    |                                                  |
| XV    | 1988          | Calgary                                   | Cortina d'Ampezzo Falun                                               |                                                  |
| XVI   | 1992          | Albertville                               | Anchorage Berchtesgaden Cortina d'Ampezzo Falun Lillehammer Sófia     |                                                  |
| XVII  | 1994          | Lillehammer                               | Anchorage Östersund Sófia                                             |                                                  |
| XVIII | 1998 detalhes | Nagano                                    | Aosta Jaca Östersund Salt Lake City                                   |                                                  |
| XIX   | 2002 detalhes | Salt Lake City                            | Östersund Quebec Sion                                                 | Graz Jaca Poprad-Tatry Sochi Tarvisio            |
| XX    | 2006 detalhes | Turim                                     | Sion                                                                  | Helsinque Klagenfurt Poprad-Tatry Zakopane       |
| XXI   | 2010 detalhes | Vancouver                                 | Berna PyeongChang Salzburgo                                           | Andorra la Vella Harbin Jaca Sarajevo            |
| XXII  | 2014 detalhes | Sochi                                     | PyeongChang Salzburgo                                                 | Almaty Borjomi Jaca Sófia                        |
| XXIII | 2018 detalhes | PyeongChang                               | Munique Annecy                                                        |                                                  |
| XXIV  | 2022 detalhes | Pequim                                    | Almaty                                                                | Cracóvia Estocolmo Lviv Oslo                     |
| XXV   | 2026 detalhes | Milão e Cortina d'Ampezzo                 | Estocolmo e Åre                                                       |                                                  |
| XXVI  | 2030 detalhes | Alpes Marítimos                           | Nenhuma                                                               | Estocolmo e Åre · Sapporo · Suíça · Vancouver    |
| XXVII | 2034 detalhes | Salt Lake City                            | Nenhuma                                                               | Munique Caríntia, Friul-Veneza Júlia e Eslovénia |